# ゲオルク・アマデウス・カール・フリードリヒ・ナウマン
ゲオルク・アマデウス・カール・フリードリヒ・ナウマン（Georg Amadeus Carl Friedrich Naumann、1797年5月30日 - 1873年11月26日）はドイツの地質学者。
兄のヨハン・フリードリヒ・ナウマンは鳥類学者。父ヨハン・アンドレアス・ナウマンは博物学者である。
ナウマン鉱は、カール・フリードリッヒ・ナウマンに因む。